# Estadio Cangzhou
El Estadio Cangzhou es un estadio de fútbol en Cangzhou, China. El estadio tiene capacidad para 31 836 espectadores. Comenzó a construirse el 6 de mayo de 2010 y se inauguró en 2011.

## Historia
El Estadio Cangzhou fue diseñado conjuntamente por Australian Jackson Architectural Design Co., Ltd. y Beijing Weituo Times Design Co., Ltd., y construido por Beijing Construction Engineering Group. La inversión total del proyecto es de aproximadamente 850 millones de yuanes. El estadio cubre un área total de 540 acres y un área total de construcción de 63 600 metros cuadrados. La estructura principal se refiere a la base de loto del León de Hierro de Cangzhou, y está compuesta de 20 politetrafluoroetileno (PTFE) en forma de pétalo de loto.
Desde su funcionamiento oficial en 2013, el estadio ha llevado a cabo sucesivamente muchos eventos deportivos, como los 14º Juegos Provinciales de Hebei, los 13º y 14º Juegos de la ciudad de Cangzhou, y ha sido anfitrión de numerosos conciertos. En 2021, el estadio de Cangzhou se convirtió en el estadio local del Cangzhou Mighty Lions (anteriormente Shijiazhuang Yongchang).